# 76년

## 연호
- 후한(後漢) 건초(建初) 원년

## 기년
- 후한(後漢) 장제(章帝) 2년
- 신라(新羅) 탈해 이사금(脫解泥師今) 20년
- 고구려(高句麗) 태조대왕(太祖大王) 24년
- 백제(百濟) 다루왕(多婁王) 49년

## 탄생
- 1월 24일 - 로마 제국 14대 황제 하드리아누스